# Nokia 3250
Nokia 3250 là chiếc điện thoại di động được sản xuất bởi Nokia, với câu slogan là "Xoay để chụp". Ngoài thiết kế khá lạ mắt, nó còn sở hữu nhiều tính năng hiện đại hơn so với một số dòng điện thoại thời bấy giờ (2006).

## Tổng quan
Nokia 3250 khi vừa ra mắt vào tháng 9 năm 2005 đã gây nên một cơn sốt trên toàn cầu. Với tính năng chụp ảnh độ phân giải cao, hỗ trợ nhiều kết nối thời điểm bấy giờ và thiết kế độc đáo đã tạo nên cho 3250 một chỗ đứng khá vững chắc.
Về khả năng kết nối, 3250 có thể kết nối với mọi thiết bị nhờ vào cổng pop-port USB, Bluetooth, EDGE (2G) và GPRS.
3250 sở hữu hệ điều hành Symbian OS v9.1, Series 60 (ngang ngửa như dòng N-series) và CPU của nó là ARM 9,235 MHz processor.
Tính năng chụp ảnh là tính năng được chú trọng nhất ở Nokia 3250. Với độ phân giải 2.0 MP, khả năng quay video ở định dạng QCIF. Điểm đặc biệt là camera của máy không nằm phía sau máy như các sản phẩm thông thường, mà thay vào đó là nó nằm trên sườn máy. Chính vì camera nằm ở phần thân máy nên khi muốn chụp ảnh thì người sử dụng phải bẻ cho thân máy xoay qua để chụp ảnh.
Bộ nhớ trong của máy rất nhỏ (chỉ 10 MB), máy sở hữu 64 MB RAM. Nhưng người dùng có thể lưu trữ những bài hát, đoạn video clip yêu thích thông qua thẻ nhớ ngoài loại TransFlash hoặc MicroSD (tối đa là 1 GB).

## Tính năng
- Nokia 3250 có thể chạy trên 3 băng tần 2G/GSM (900/1800/1900)
- Kích thước: 103.8 x 50 x 19.8 mm
- Trọng lượng: 130 g
- Màu sắc: Đen, đen bạc, đen xanh chuối, đen hồng (2005); Trắng đỏ, trắng xám (2006).
- Màn hình: TFT, 256.000 màu
- Kích thước màn hình: 176 x 208 pixels, 2.1 inches, 35 x 41 mm
- Điểm nổi bật: FM Radio, Nghe nhạc MP3, Nhạc chuông MP3 (64 âm sắc), Đồng hồ chạy bộ,...
- Pin: Li-Ion 1000 mAh (BP-6M)
- Thời gian đàm thoại: 3 giờ
- Thời gian chờ lên tới 245 giờ